# Ереванский государственный театр пантомимы
Ереванский государственный театр пантомимы (арм. Երևանի մնջախաղի պետական թատրոն) — театр пантомимы, расположенный в столице Армении, городе Ереване. Основан в 1974 году.
Театр часто выступает с гастролями за рубежом. Организует ежегодный Международный фестиваль пантомимы имени Леонида Енгибаряна в Цахкадзоре.
С 4 мая 2017 года постановлением правительства РА у театра появился собственный адрес: улица Геворга Кочара, 21.
В настоящее время в репертуаре театра имеется 18 спектаклей.
С 1998 года по сей день художественным руководителем Ереванского государственного театра пантомимы является заслуженный деятель искусств Республики Армения Жирайр Дадасян.
С 2015 года директором Ереванского государственного театра пантомимы является Арам Ходжоян.

## Политика театра
Политика театра направлена на изучение традиционного армянского типа пантомимы, основанного на средневековых армянских миниатюрах и библиографии. Изучение взаимоотношений мужчины и женщины, природы животных, отношений человека и природы, а также эмоциональные, ассоциативные, импровизационные подходы являются основополагающим в спектаклях. В результате создаются спектакли, отвечающие требованиям современного театра, поскольку используются актуальные технические средства.

## Награды
• Россия: Вологда / Международный театральный фестиваль «Голоса истории» 2018 / Специальный приз
• Македония: Велес / Международный театральный фестиваль античной драмы «Стоби» 2018 / Гран-при.
• Россия: Москва / Международный театральный фестиваль «Золотой рыцарь» 2018 / Серебряный диплом за спектакль «Ардалион» и диплом за оформление спектакля «Ардалион»
• Россия: Тюмень / «Международный фестиваль живые лица 2017» / Приз «Лучшая женская роль».
• Босния и Герцеговина — Банья-Лука / «Международный фестиваль онлайн-театров Золотая рысь 2016» / Приз «Лучшее движение».
• Мальта: Витториоза / Мальтийский международный театральный фестиваль 2016 / Приз «Лучшая мужская роль», приз "Лучшая женская роль второго плана ".
• Сербия, Белград / «Международный театральный фестиваль монодрамы и пантомимы 2015» / Золотая медаль.
• Босния и Герцеговина — Банья-Лука / «Международный фестиваль онлайн-театров Золотая рысь 2015» / Приз «Лучшее движение».
• В 2013 году Ереванский государственный театр пантомимы установил мировой рекорд Гиннеса за «Самое длинное рукопожатие».

## История
Традиция пантомимы в Армении имеет многовековую историю. В письменных источниках и рукописях можно найти множество свидетельств об актерах пантомимы — шутах, наемниках, ашугах, мифических духов.
Самое ценное упоминание принадлежит М. Хоренаци. Во время дворцового застолья наемница по имени Назиник пленила армянского царя игрой «Песни руками Назеник», — рассказывает отец армянской историографии. Позже этот образ стал источником вдохновения для множества авторов. Международный фестиваль пантомимы, организованный в Ереване в 2001 году, был назван «Назеник».

Возрождение искусства пантомимы в нашей действительности, безусловно, связано с именем известного клоуна-мима Леонида Енгибаряна. Ереванцы до сих пор помнят фантастические вечера, полные добрых и ярких миниатюр этого удивительного пантомима. Мало кто знает, что Леонид Енгибарян на последнем году своей жизни ушел из цирка и создал свой театр пантомимы под названием «Необычный театр Л. Енгибаряна».

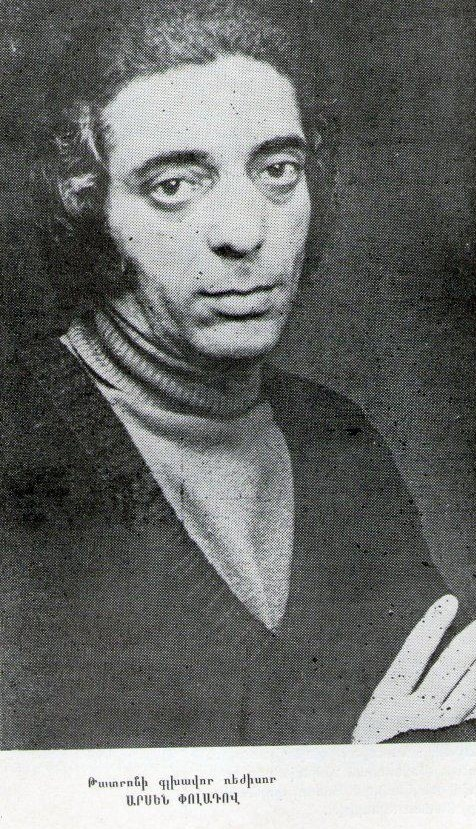
Арсен Поладов

В ереванской действительности знаменательными стали гастроли известного мастера пантомимы Марселя Марсо в 1966 году. Знаменитый мим дал несколько выступлений в Доме деятелей искусств, после чего «Арменфильм» снял 10-минутный документальный фильм о ереванском визите Марсо.
Для ценителей искусств 1969 год был ознаменован рождением коллективного театра пантомимы. Генрик Погосян, студент Московского государственного института театрального искусства, прельстился жанром пантомимы, создал труппу «Тушпа» и с программой миниатюр весной 1969 года стал лауреатом студенческого весеннего фестиваля республики.
Театр творил в Доме работников искусств Армении.
Труппой были постановлены «Несмолкающая колокольня» П. Севака, «Двигай время» Г. Погосяна и другие спектакли. В1972 году для постановки спектакля Погосян приглашает Арсена Поладова, студента режиссёрского факультета Московского института культуры. К тому времени A. Поладов уже окончил двухгодичный курс пантомимы при Государственном институте кино, которым руководил известный русский мим А. Румнев, считающийся одним из лучших профессионалов в своей сфере. Однако, к этому времени так сложились обстоятельства, что Г. Погосян покинул театр, а труппа разошлась.
А. Поладову, который уже прибыл в Ереван, пришлось начинать все сначала. За короткое время, с полностью обновленным составом, в который вошли Нуне Оганезова, Самвел Агабалян, Левон Иванян, Левон Овсепян, Карине Шагинян, Рузан Бандурян, Степан Шагинян и другие, труппа поставила мимический спектакль В. Сарояна «Голодные», а также другие миниатюры.
18 мая 1974 года в присутствии членов художественного совета Министерства культуры Армении, известных деятелей культуры, труппа театра представила свой первый полноценный спектакль, была признана профессиональным коллективом и включена в состав «Армконцерт». Эту дату принято считать годом рождения театра пантомимы. Первая программа театра уже имела своеобразно яркие и уникальные черты.
В последующие годы один за другим ставились миниатюры «Героическая баллада», «Камень, орел и человек», «Слепые», «Вор и дитя», «Осень», «Бацилла смеха» и спектакли В. Сарояна « Эй, кто там», Н. Гоголя «Шинель».
Театр гастролировал по регионам республики, а также по крупным и малым городам Советского Союза. География туров была обширной: Украина, Беларусь, Молдова, Урал, Сибирь, Дальний Восток, Сахалин, Камчатка, Курилы, Москва, Санкт-Петербург, Одесса и зарубежные туры. Везде труппу принимали с большой теплотой и неослабевающим интересом.
Участвуя во многих Республиканских, Всесоюзных и Международных фестивалях, театр завоевывал звания лауреата. Театром восхищались многие великие артисты. Аркадий Райкин, делясь своим мнением о Ереванском государственном театре пантомимы сказал: «Я видел много театров и трупп пантомимы, но ереванскую пантомиму безошибочно выделю среди сотен».
Интерес к искусству пантомимы рос. В Армении в доме «Лусашха» открылась студия под руководством актера театра Левона Иваняна. Студенты студии часто включались в театральные постановки., одним из учеников этой студии был Жирайр Дадасян. Позже на базе этой же студии был создан театр пантомимы «Дома журналиста», которым руководила Анна Сафарян.
Однако, самое знаменательное событие в жизни театра произошло в 1983 году, когда театр получил государственный статус.
Государство в лице Министерства культуры взяло под свою эгиду дальнейшую деятельность театра пантомимы, обеспечивая тем самым развитие жанра пантомимы в целом. Но одна важная проблема, а именно проблема театральной площадки, необходимой для бесперебойной деятельности, не была решена.
Театру, который имеет репертуар, но не имеет собственную площадку, очень сложно планировать будущую деятельность. Даже в таких условиях работы театр продолжил свой триумфальный путь — спектакли, гастроли, фестивали.
В результате изучения корней армянской пантомимы были предприняты попытки найти новые выражения подачи материала. В этом отношении особенно примечательна мимо драма «И муж по имени Маштоц» в постановке актера Левона Иваняна, по одноимённой поэме П. Севака.
Биография театра за годы независимости Армении характеризуется сложными, противоречивыми потрясениями и рядом изменений. Тяжелая социальная ситуация в стране также сказалась и на театре. Внезапно ухудшается состояние здоровья Арсена Поладова.
В 1993 по предложению Арсена Поладова художественным руководителем театра назначается Юрий Костанян, который начал заниматься пантомимой с начала 70-х годов под руководством легендарного Модриса Тенисона в Каунасе. Начинается процесс, который можно охарактеризовать, как смену поколений и, как и любое изменение, оно протекает с определенными сложностями. В труппу приглашаются новые, молодые актеры и режиссеры. В творческом плане делаются попытки найти новые, современные средства выражения. Становится возможным, хотя и временно, но приобрести (в аренду) помещение: сцену бывшего студенческого театра Художественной академии. Усилиями Ю. Костаняна и всего коллектива территория реконструируется и приспосабливается под пригодный для спектаклей, маленький театр. Однако, начатые работы не доходят до логического завершения. Разнообразные подходы и эстетические восприятия режиссеров только повредили созданию единого облика театра. Единственной постановкой с обновленным составом и новым способом выражения, остается спектакль Ю. Костаняна "Сны наяву ".
В марте 1998 года по предложению Юрия Костаняна художественным руководителем театра назначается Жирайр Дадасян.
Этот период отличается как самоутверждением театра, так и новыми способами выражения и развития репертуара. Театр снова начинает гастролировать за рубежом: Германия, Грузия, Египет, Иран, Ливан и другие страны. В 2001 году, организовывается Международный фестиваль пантомимы «Назеник» — первый Международный театральный фестиваль в Армении за годы независимости. Авторитетные коллективы приезжают в Ереван из Москвы, Риги, Любляны, Улан-Батора, Тбилиси и Иркутска. Приглашаются известные мастера пантомимы Илья Рутберг, Модрис Тенисон, Ханс-Дитер Ильген, Константин Кирияк и другие.
В 1999 году с целю обучения актеров-мимов при театре была создана студия под руководством актера театра Гамлета Чобаняна.
Ныне выпускники студии уже включены в основной состав, играют в постановках.
В 1996 году в театральном институте открылся курс пантомимы, которым руководил Степан Шагинян. В 2003 году руководство института закрыло курс. В 2004 году он был заново открыт под руководством Жирайра Дадасяна и Юрия Костаняна.
2008 г.- Театр в Цахкадзоре организовывает международный фестиваль пантомимы, который ныне проводится с периодичностью раз в два года.
В 2010 году фестиваль был назван в честь известного мима Леонида Енгибаряна.
В 2012 году в рамках очередного фестиваля пантомимы на центральной площади Цахкадзора Цахкуняц был установлен бронзовый памятник великому артисту Леониду Енгибаряну.

## Репертуар театра
" Сон Пьеро " (2019)
« Театр на ладони» (2018)
« Бессонница» (2017)
« Галатея» (2016)
« Дух трона» (2015)
«Священный козел» (2014)
«Дух стула» (2012)
«Сонет N 90» (2010)
«Ардалион» (2009)
« Книга цветения» (2008)
" Демон " (2007)
«Шераник» (2005)
«Метаморфоза» (1999)
«Цветы зла» (1998)
«Как рисовать птицу» (1998)
«Бабочки» (1997)
«Игра» (1996)
«Орлы» (1994)

## Гастроли театра
2020 г. — Иран —Тегеран / Италия — Милан
2018 г. — Россия — Санкт-Петербург / Молдова — Кишинев / Россия — Вологда / Македония — Велес / Россия — Москва
2017 г.- Россия — Челябинск / Молдова — Кишинев / Украина — Харьков, Запорожье / Россия — Тюмень / Россия —Екатеринбург, Челябинск, Златоуст
2016 г. — Босния и Герцеговина — Республика Сербия — Банья — Лука /
Мальта — Витториоза
2015 г. — Босния и Герцеговина — Республика Сербия — Банья — Лука /
Грузия — Тбилиси / Сербия — Белград / Грузия — Тбилиси / Германия — Бремен
2014 г. — Турция — Стамбул / Иран — Тегеран, остров Киш / Туркменистан — Ашхабад / Польша — Вроцлав
2013 г. — Таиланд — Бангкок, Паттайя / Польша — Познань / Германия — Бонн, Кельн / Россия — Мурманск / Грузия — Тбилиси
2012 г. — США — Лос-Анджелес
2011 г. — Швейцария — Цюрих
2007 г. — Италия — Рим / Китай — Пекин, Шэньян
2006 г. — Россия — Екатеринбург, Москва / Румыния — Сибиу
2004 г. — ОАЭ — Шарджа
2003 г. — Ливан — Бейрут
2002 г. — Иран — Тегеран
2001 г. — Египет — Каир
1998 г. — Германия / Грузия — Тбилиси
1991 г. — Сербия — Белград
1983 г. — Россия — Средняя Сибирь / Германия
1982 г. — Россия — Ленинград / Венгрия
1981 г. — Россия — Сибирь, Омск, Томск, Кемерово, Барнаул, Ангарск, Братск, Благовещенск.
1980 г. — Россия / Украина — Киев, Одесса
1978 г. — Россия / Беларусь / Молдова
1976 г. — Урал — Свердловск, Челябинск, Магнитогорск / Россия / Средний Восток
1975 г. — Украина — Ворошиловград, Харьков, Лисичанск, Кадиевка

## Международный фестиваль пантомимы имени Леонида Енгибаряна
Международный фестиваль пантомимы, который проводится в Цахкадзоре раз в два года начиная с 2008 года, организован Министерством культуры РА, Ереванским государственным театром пантомимы, муниципалитетом Цахкадзора.
В 2010 году Международный фестиваль пантомимы был наименован в честь известного клоуна-пантомимы Леонида Енгибаряна. В 2012 году, в Цахкадзоре во время очередного Международного фестиваля пантомимы, на центральной площади был установлен бронзовый памятник всемирно известному Леониду Енгибаряну.
В 2014 году прошел IV Международный фестиваль пантомимы, в программу которого вошли категории: песочная живопись, фокусничество и живая статуя.
Цель фестиваля продвижение туризма и привлечение новых инвестиционных потоков, которые предоставят возможность представить миру современные развлекательные ресурсы и богатые культурные армянские традиции.
В рамках фестивалей, проведенных в 2008, 2010, 2012, 2014, 2016, 2017, 2019 гг., наряду с армянскими театральными, цирковыми, молодежными коллективами, оркестрами и огненными шоу, принимали участие театральные коллективы, индивидуальные исполнители из Испании, Италии, Германии, Греции, России, Латвии, США, Франции, Чехии, Польши, Дании, Японии, Казахстана, Бангладеш, Украины, Ирана, Таиланда, ЮАР, Аргентины. Постановки бесплатны для зрителей и проходят на открытом воздухе.
В фестивальные дни на улицах Цахкадзора проходят выступления приглашенных трупп, показы фильмов, выставки, многочисленные игры, цирковые и канатные представления, во время которых происходит прямой контакт со зрителем, реализуются совместные программы разных театральных коллективов, происходит обмен опытом, а также мастер-классы по уличной пантомиме. Одновременно высококвалифицированными специалистами проводятся танцевальные мастер-классы.
Во время этого фейерверка искусств Цахкадзор превращается в таинственную, трагикомичную, занимательную сказку, полную любви, шуток и улыбок. Город становится уникальным миром, в котором люди постоянно испытывают положительные эмоции.